# Танака Юсуке
Танака Юсуке  (яп. 田中佑典, 29 листопада 1989) — японський гімнаст, олімпійський чемпіон, чемпіон світу.

## Виступи на Олімпіадах
| Олімпіада   | Дисципліна        | Місце   |
| ----------- | ----------------- | ------- |
| Лондон 2012 | командний залік   | 2       |
| Лондон 2012 | паралельні бруси  | 8       |
| Лондон 2012 | перекладина       | 36 r1/2 |
| Лондон 2012 | кільця            | 17 r1/2 |
| Ріо 2016    | командна першість | 1       |